# Ciornohlazivka, Kozelșciîna
Ciornohlazivka (în ucraineană Чорноглазівка) este un sat în comuna Rîbalkî din raionul Kozelșciîna, regiunea Poltava, Ucraina.

## Demografie
Componența lingvistică a localității Ciornohlazivka
     Ucraineană (100%)
Conform recensământului din 2001, toată populația localității Ciornohlazivka era vorbitoare de ucraineană (100%).